# José Carbajal

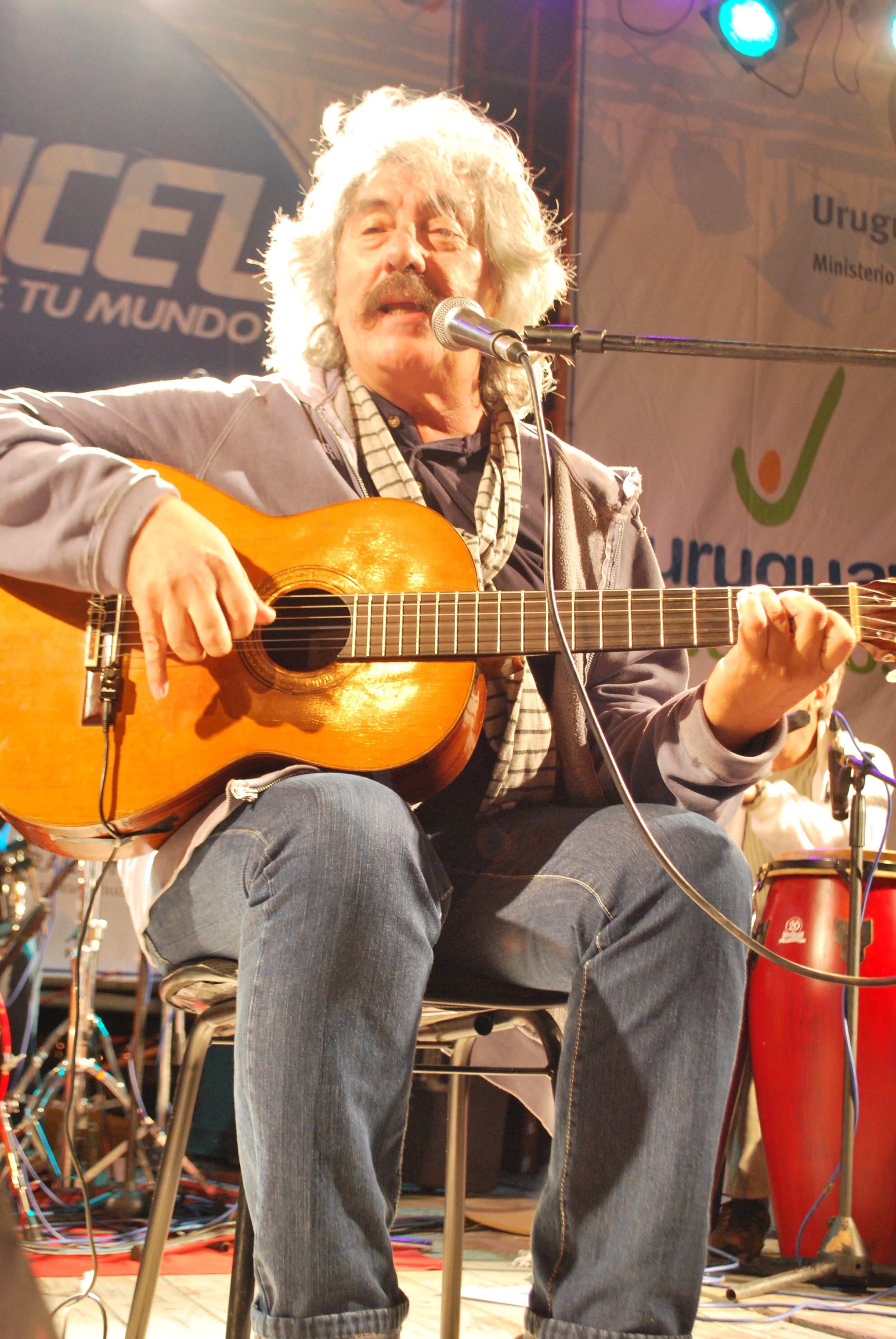

José María Carbajal Pruzzo, conhecido como El Sabalero (8 de dezembro de 1943 - 21 de outubro de 2010), foi um cantor, compositor e guitarrista uruguaio, autor e intérprete de várias canções de sucesso como Chiquillada, A mi gente e La Sencillita.